# リンク 22
リンク 22(Link 22)は、北大西洋条約機構各国が開発している戦術データ・リンク規格。2008年より一部運用開始。

## 概要

ネットワーク構成イメージ

北大西洋条約機構では、戦術情報の通信にリンク 11を用いてきた。このリンク 11を改良し、更新するものがリンク 22である。リンク 16との互換性も目指している。開発は1992年よりリンク 11改(NILE,NATO Improved Link 11)として開始されている。開発参加国はアメリカ合衆国、カナダ、フランス、イギリス、ドイツ、スペイン、イタリアの7ヶ国。
使用周波数帯はリンク 11と同じく、短波(HF)および超短波(VHF)。通信フォーマットはリンク 16と互換性があるものを採用しており、9バイトのパケット通信であり、TDMA方式である。リンク 16はUHF通信であり、見通し線外通信に衛星通信を行う必要があったのに対し、リンク 22はHFも使用可能であることにより、見通し線外通信が可能となっている。
リンク 22はスーパー・ネットワーク(Super Network,SN)として500海里内の125基をネットワークに組み込むことができる。それらはさらに8つのサブネットワークに分割できる。各サブネットワークは、ネットワークごとに同一の周波数帯を用い、固定周波数または周波数ホッピングにより通信を行い、300海里内に展開する。一台の機器が最大4つのサブネットワークに参加できる。
最大伝送速度はVHFで10Kbps、HFで3.6Kbpsである。